# Ingegerd Granlund

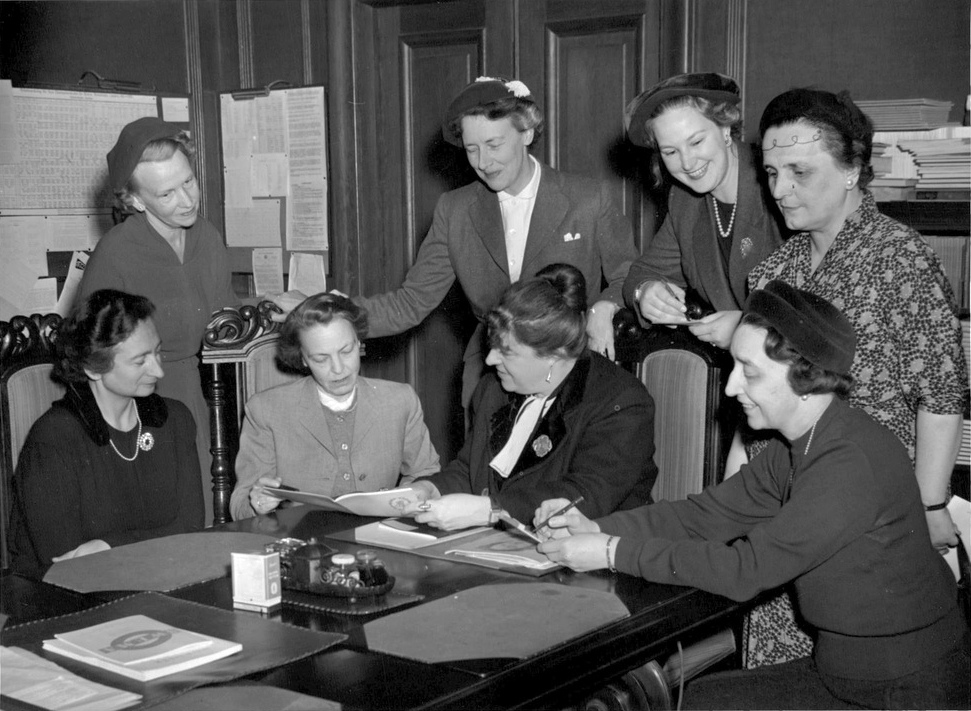
Ingegerd Granlund, sittande vid bordets kortsida, planerar 50-årsjubiléet för Nya Elementarskolan för flickor tillsammans med några av skolans lärarinnor.

Helfrid Ingegerd Granlund, född den 24 april 1903 i Stockholm, död den 15 augusti 1978 i Hedvig Eleonora församling i Stockholm, var en svensk författare, översättare och skolledare.

## Biografi
Granlund blev fil. mag. i Uppsala 1929 och arbetade därefter som läroverkslärare i Uppsala och Stockholm. Hon var rektor för Nya Elementarskolan för flickor i Stockholm 1943–1957.
Förutom ungdomsböcker, som exempelvis Tolv brev till Tonina (1956), skrev Granlund noveller och dikter. Hon var en av initiativtagarna till Nils Ferlin-Sällskapet och var dess första ordförande 1962–1973 då hon efterträddes av Sandro Key-Åberg. Hon var också aktiv i Sveriges författareförening och styrelseledamot där 1954–1967. Hon var därtill ordförande i Svenska Översättarförbundet 1959–1969.
Åren 1931–1940 var hon gift med K. G. Wolrath. Ingegerd Granlund är gravsatt i minneslunden på Skogskyrkogården i Stockholm.